# Éditions Saphira
Les Éditions Saphira est une collection de bandes dessinées des éditions SEEBD.
Cette collection est exclusivement consacrée aux sunjeong manhwa destinés aux filles.
Les publications du label ont été interrompues à la suite de la faillite des éditions SEEBD en 2008. La société d'édition Samji reprend une partie des titres de la collection.

## Séries publiées
|  | Manga / Manhua / Manhwa dont la commercialisation a été arrêtée. |